# Aeroporto di Roma-Fiumicino
L'aeroporto internazionale di Roma-Fiumicino "Leonardo da Vinci" (IATA: FCO, ICAO: LIRF) è un aeroporto internazionale italiano che si trova nel territorio del comune di Fiumicino, a circa 30 km a sud-ovest dal centro della città di Roma. Assieme all'Aeroporto di Ciampino forma il sistema aeroportuale di Roma. Entrambi gli scali sono gestiti dalla società Aeroporti di Roma (AdR). È l’aeroporto più grande d’Italia e il terzo in Europa coprendo una superficie di 29 km², nonché il più trafficato del paese.
È hub di ITA Airways, compagnia aerea di bandiera e principale compagnia aerea di riferimento dell’Italia, ed è hub secondario di Vueling, compagnia aerea a basso costo spagnola. È inoltre base operativa di Poste Air Cargo, Aeroitalia, easyJet, Neos, Wizz Air e Ryanair. Con 49,2 milioni di passeggeri nell'anno 2024 è il primo aeroporto italiano per numero di passeggeri e con oltre 270.000 tonnellate di merci è il secondo scalo italiano per il traffico cargo.
Dispone attualmente di due terminal (T1 e T3) e di tre piste: la 16L/34R e la 16R/34L, separate l'una dall'altra da 4000 m e utilizzate prevalentemente per gli atterraggi da nord e la 07/25, utilizzata prevalentemente per i decolli in direzione ovest a causa dei venti dominanti. Nel 1999 la via di rullaggio adiacente alla pista 16L/34R è stata trasformata in una quarta pista di riserva, la 16C/34C, per essere attivata in caso di chiusura per lavori della 16L/34R; è stata tuttavia riconvertita nuovamente in via di rullaggio nel 2018.
L'aeroporto “Leonardo da Vinci” ha conseguito dai passeggeri, tramite ACI (Airport Council International), il riconoscimento “Airport Service Quality Award” come miglior aeroporto d'Europa per il 2018 e 2019 e l'Europe Best Airport Award nel 2022, sempre da ACI.
Sin dalla sua apertura, il 15 gennaio 1961, l’aeroporto è intitolato a uno dei più grandi geni dell’umanità e uno dei simboli del Rinascimento italiano, lo scienziato e artista Leonardo da Vinci. All’interno dell’aeroporto sono esposte delle riproduzioni di alcune delle sue più celebri opere.

## Storia

### Gli inizi

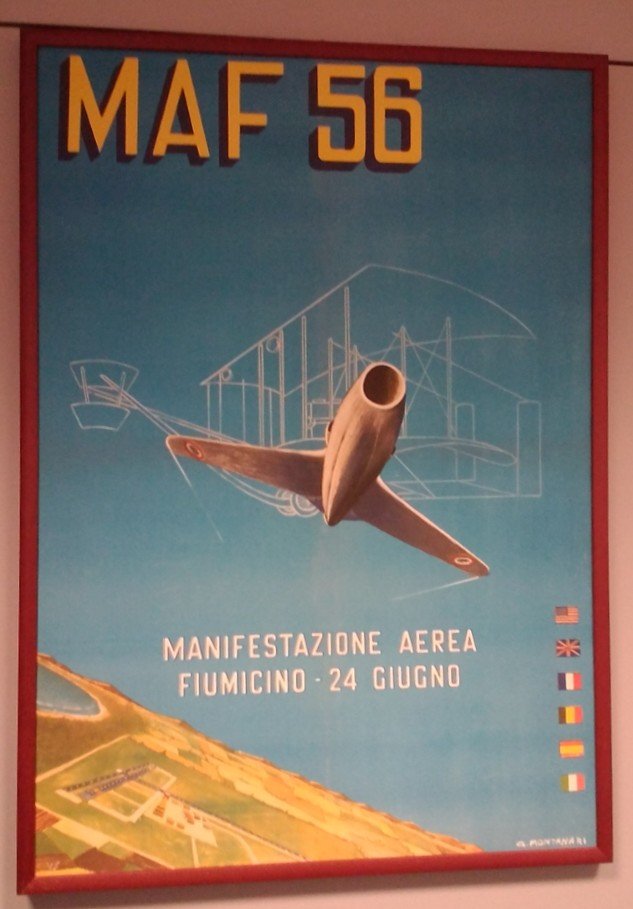
Manifesto della Manifestazione Aerea Fiumicino (MAF 56) del 24 giugno 1956

Per far fronte all'aumento del traffico aereo e alle limitate possibilità di sviluppo dell'aeroporto di Ciampino, il governo italiano sin dal 1947 cercò un'area idonea a dotare Roma di un nuovo scalo. Inizialmente furono individuati tre siti: la Magliana Vecchia (nella zona sud-ovest della città), Castel di Decima (nella periferia a sud) e Casal Palocco (più decentrato, lungo la strada per Ostia). La Direzione generale dell'aviazione civile presentò, nel 1952, un nuovo progetto per la costruzione di un aeroporto in un'area limitrofa alla foce del Tevere, con due piste perpendicolari.
Per l'aerostazione, fu scelta una soluzione architettonica che prese elementi dai due progetti presentati: quello di Riccardo Morandi e Andrea Zavitteri (vincitore del concorso) e quello di Amedeo Luccichenti e Vincenzo Monaco (del quale vennero adottate alcune soluzioni). Il progetto definitivo fu approvato nell'agosto del 1958 e i lavori per la costruzione dell'aeroporto durarono 21 mesi.
Durante gli scavi per la costruzione emersero i resti di cinque navi dell'antica Roma. I relitti furono trasferiti nel vicino Museo delle navi romane di Fiumicino, costruito appositamente. A causa di problemi infrastrutturali il museo fu chiuso nel 2002 ed è stato riaperto nell'ottobre 2021.
L'aeroporto fu ufficialmente aperto il 15 gennaio 1961, con due piste, e rimpiazzò lo scalo di Ciampino, che rimase in servizio per i voli nazionali e charter. Il primo aereo di linea ad atterrare a Fiumicino, la notte fra il 14 e il 15 gennaio, fu un Lockheed Constellation della TWA; l'aereo proveniva da New York e aveva fatto uno scalo tecnico a Tunisi. Il Leonardo da Vinci aveva comunque già accolto, sin dall'agosto del 1960, alcuni voli charter, per alleviare il traffico aereo che stava congestionando Ciampino durante le Olimpiadi.

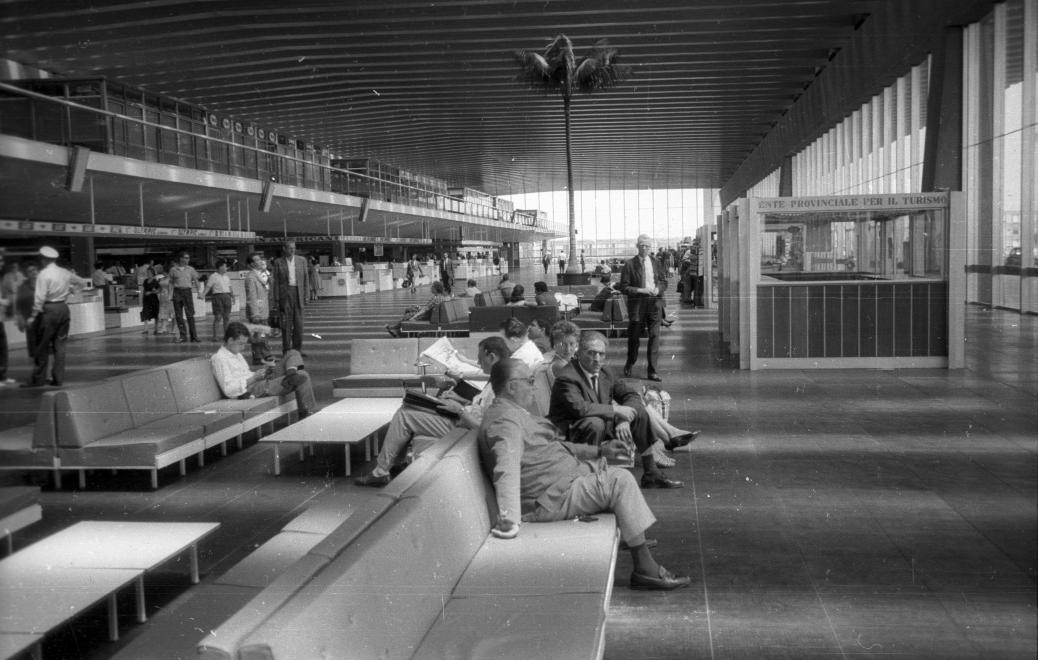
Sala check-in a Fiumicino nel 1964.

Durante gli anni sessanta Alitalia investì notevolmente nel nuovo scalo, costruendo hangar e centri di manutenzione per i suoi DC 8. Nel 1973 fu aperta la terza pista (16L/34R) e fu costruito un nuovo hangar per accogliere i Boeing 747. Nello stesso anno, una legge dello Stato conferì la gestione dello scalo alla società Aeroporti di Roma S.p.A. (ADR), che cominciò a operare nel 1974.

### Gli attacchi terroristici
L'aeroporto di Roma-Fiumicino è stato colpito due volte da attentati terroristici di gruppi palestinesi legati ad Abu Nidal, il primo nel 1973 (30 morti e 20 feriti) e il secondo nel 1985 (13 morti e 99 feriti).

### L'era low-cost
Nel 2014, approfittando della crisi di Alitalia, la compagnia low cost Vueling, già presente a Fiumicino da 2 anni, ha promosso lo scalo romano a hub secondario, dopo Barcellona-El Prat, con oltre 25 rotte. Nello stesso anno Ryanair ha aperto una base a Fiumicino con voli verso alcune località italiane ed europee, mantenendo comunque come base di riferimento romana l'aeroporto di Ciampino.

### L'incendio del 2015
Il 7 maggio 2015, poco dopo la mezzanotte, l'aeroporto è stato colpito da un violento incendio che ha interessato il Terminal 3. L'episodio non ha procurato feriti o vittime ma – trattandosi di un fondamentale nodo di scambio nazionale e internazionale – l'intero traffico aereo ha subito cancellazioni e ritardi. I disagi sono proseguiti per circa due mesi. In seguito alle indagini è stata appurata la causa di natura elettrica, dovuta a un condizionatore, per il quale già più volte era scattato l'allarme di surriscaldamento.

## Sviluppo

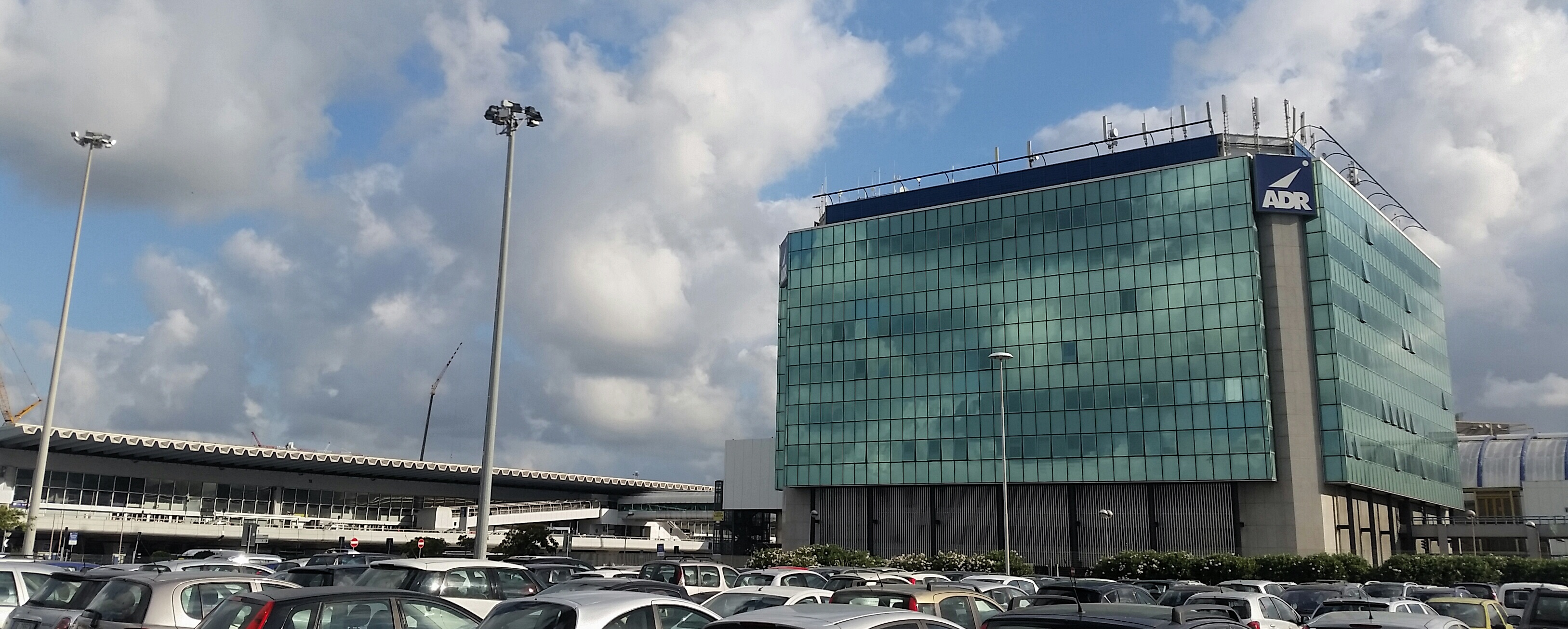
Torre uffici AdR all'aeroporto di Roma-Fiumicino

Nel corso del 2009 fu ultimato l'impianto di cogenerazione, che da allora consente all'aeroporto di essere autosufficiente attraverso la produzione di energia rinnovabile nell'ottica della tutela ambientale.
Nel dicembre 2011 fu presentato al pubblico Fiumicino Nord o Fiumicino Due, un progetto di raddoppio dell'aeroporto che prevedeva l'aumento della capacità di movimento dello scalo attraverso la costruzione di una seconda aerostazione, situata a nord dell'attuale e dotata di due nuove piste di atterraggio. Questo nuovo impianto sarebbe stato collegato a quello attuale attraverso un people mover. La prima nuova pista (ovvero la quarta dell'attuale impianto) era programmata per il 2020, mentre il completamento complessivo del progetto era stato previsto per il 2044. AdR aveva annunciato che i capitali necessari all'adeguamento complessivo dell'aeroporto sarebbero stati totalmente privati, e che erano previsti in 12,1 miliardi di euro, 7,4 miliardi dei quali previsti per il completamento del nuovo impianto. Questa espansione era considerata necessaria per affrontare un futuro aumento della domanda, stimato dalla stessa AdR in 100 milioni di passeggeri annui in transito nel 2044. Tuttavia, a ottobre 2019, questo progetto fu bocciato con parere negativo della commissione tecnica Via-Vas del Ministero dell'Ambiente.
Il 21 dicembre 2016 fu inaugurata l'area di imbarco E destinata ai voli Extra Schengen, la cui prima pietra era stata posta il 12 marzo 2008. L'area di imbarco E, la cui superficie complessiva è di circa 90.000 m², è composta da due strutture. Il primo edificio è un avancorpo di ampliamento del Terminal 3, contenente una grande galleria commerciale e dotato inoltre di 8 uscite d'imbarco al piano terra. Il secondo edificio è un Molo dedicato ai voli, dotato di 14 gate per l'imbarco e lo sbarco dei passeggeri, oltre a sistemi di trattamento e smistamento dei bagagli. Lo stesso giorno venne inaugurata anche la nuova facciata in vetro del T3, progettata da Mario Bellini ispirandosi al disegno originario dell'aeroporto e liberando la facciata storica, che era stata tamponata da superfetazioni negli anni '80 e '90.
Il 18 maggio 2022 venne inaugurata la nuova area d’imbarco A del Terminal T1, diventata operativa dal giorno successivo. Destinata ai voli Schengen e domestici, l’opera si sviluppa su una superficie di 37.000 m² su tre livelli ed è costata 400 milioni di euro. L'area A ha aggiunto all'aeroporto 23 nuovi gate, per un aumento di passeggeri stimato in circa 6 milioni l'anno.

## Terminal

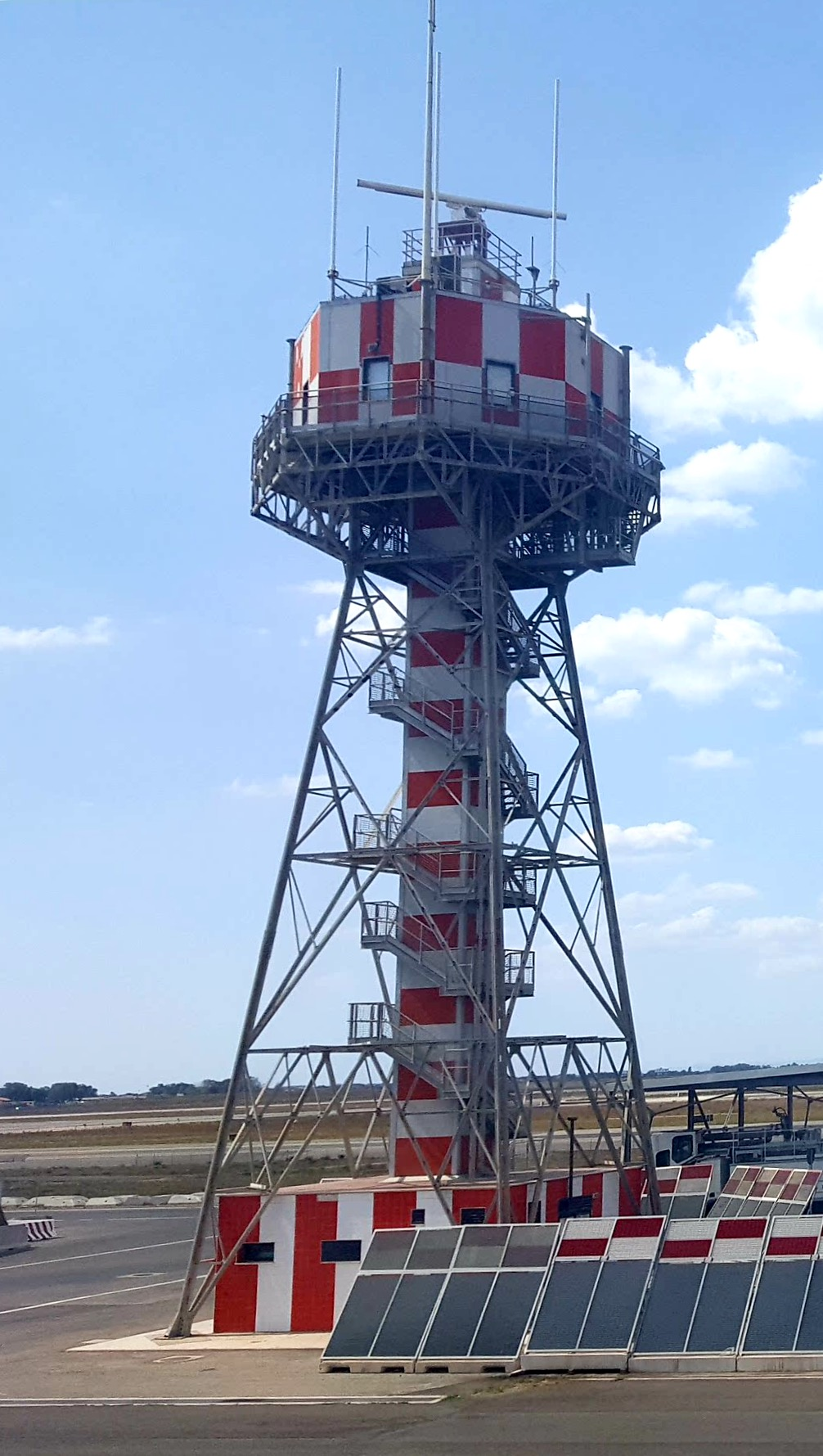
Uno dei radar di terra dell'aeroporto. Il sistema ENAV, manutenuto da Techno Sky, è deputato a controllare dalla torre di controllo i movimenti a terra degli aeromobili e dei veicoli.

Mappa dell'aeroporto

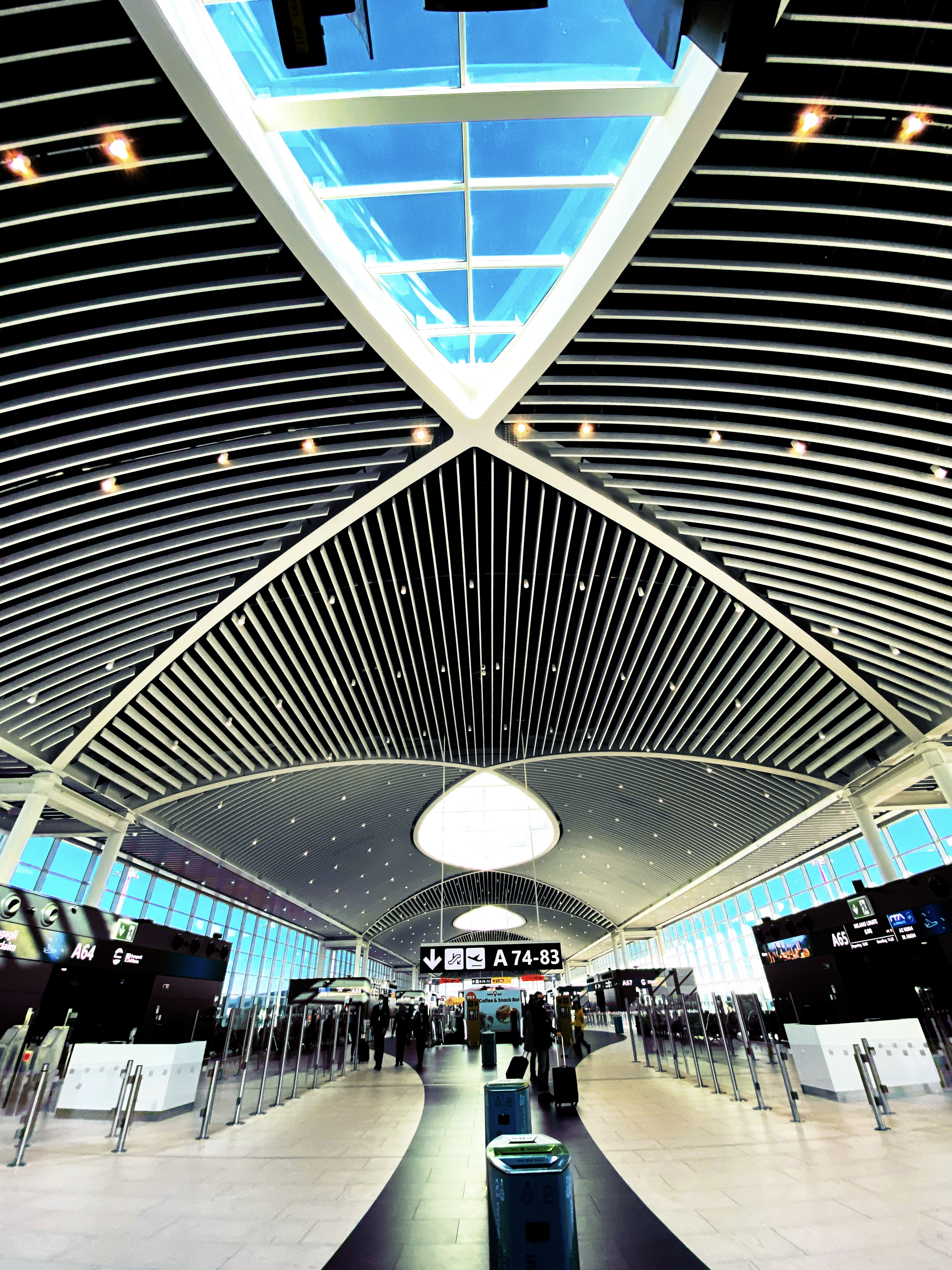
Area di imbarco del Terminal 1

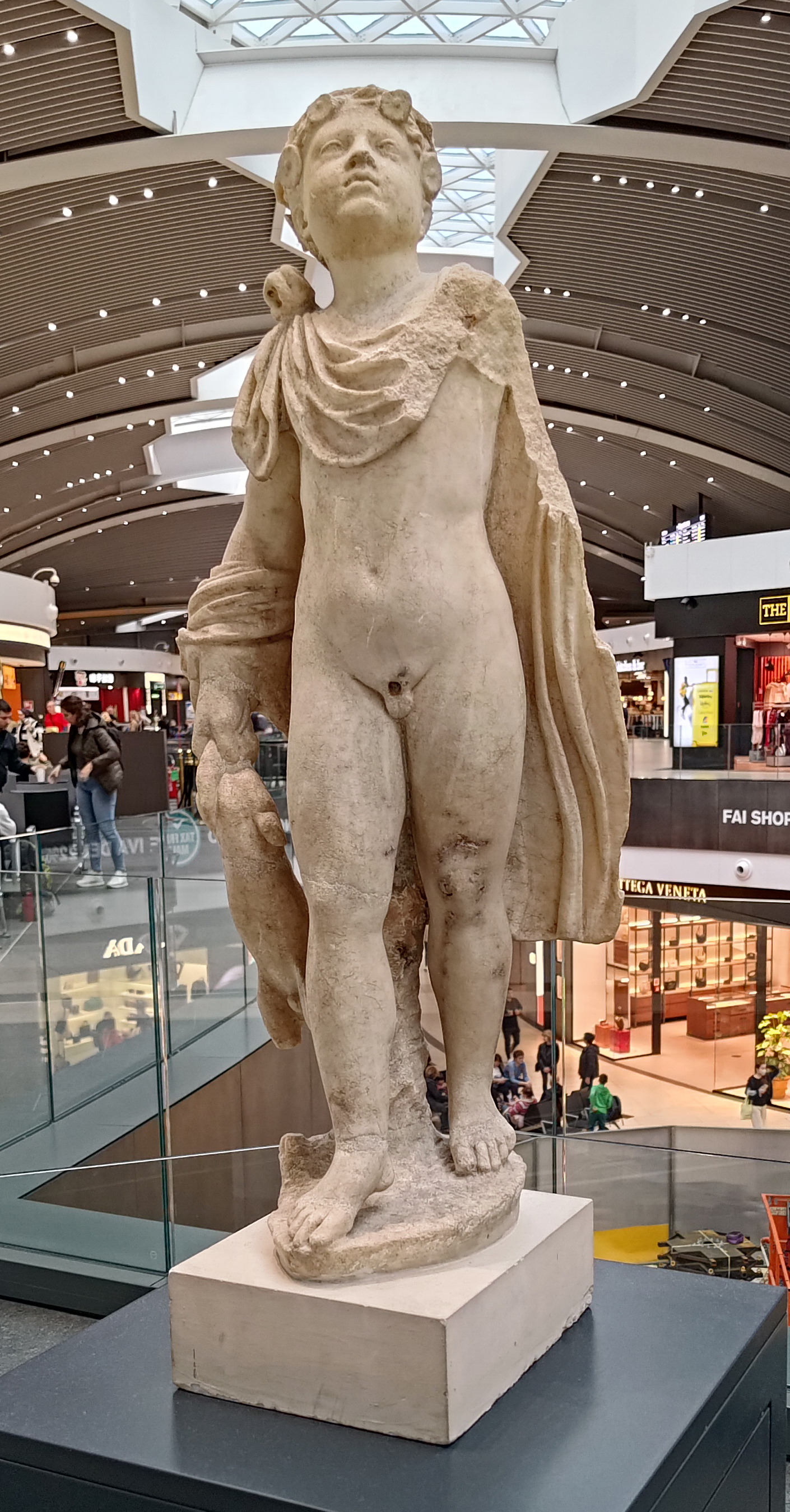
Arte romana, «Genio della primavera», dalla Necropoli di Porto Isola Sacra, II secolo d.C., esposto al Terminal 3

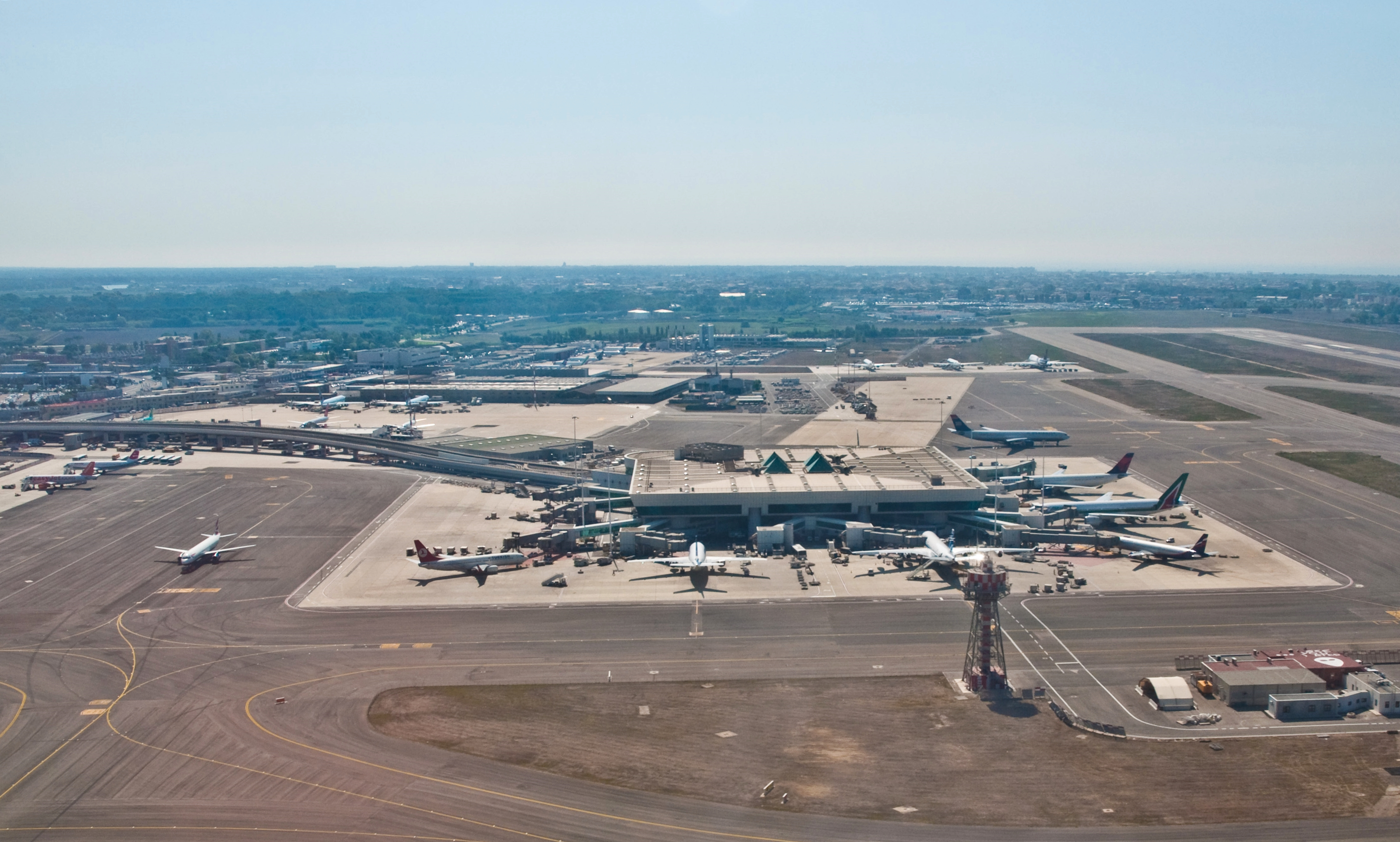
Vista aerea del Satellite ovest (2011)

Il 25 ottobre 2009 l'aeroporto ha adottato una denominazione dei terminal e delle aree di imbarco rispettivamente, numerica e alfabetica.
Dal 1º dicembre 2016 le aree di imbarco G-H sono state rinominate rispettivamente E31-44 ed E51-61.
Il Terminal 1, dedicato alla compagnia di bandiera ITA Airways e ai partner SkyTeam, è dotato di 94 banchi per il check-in (dal numero 001 al numero 094) oltre a svariate postazioni di self check-in. Sono inoltre presenti due aree di controlli di sicurezza (anche in modalità Fast-Track) poste ai due estremi del terminal. Al piano superiore del terminal è presente la "Hangar Lounge" di ITA, destinata ai passeggeri di Business Class e agli ospiti SkyPriority, oltre a una versione per i minori (ITA Lounge Fantasia). Di fronte al T1 e T3 (1 minuto a piedi) è presente la nuova lounge HelloSky, aperta a tutti, nonché l'unica situata nell'area non-sterile, al di fuori dei controlli di sicurezza. Inoltre, nell'area di imbarco A si trova anche la "Plaza Premium" Lounge, la "Prima Vista Domus", sempre in zona imbarco A, ed al mezzanino del terminal si trova anche la "Primeclass" Lounge.
Il Terminal 3 è il più grande e presenta 231 banchi check-in (numeri 201-432). In questa struttura vengono operati la maggior parte dei voli dell'intero aeroporto, specialmente quelli destinati all'area Non Schengen che richiedono dunque controlli maggiormente accurati e puntuali. In questo terminal sono presenti svariate lounge appartenenti a diverse compagnie e alleanze. Si ricordano, principalmente, la lounge ITA "Piazza del Popolo" (al momento chiusa) posta nell'area imbarchi E31-44 (Satellite) oltre alle lounge ITA "Piazza di Spagna", nell'area imbarco E11-E24, "Prima Vista Portus" nell'area dei gates E51-E53, "Plaza Premium", nella zona di imbarco E, quella di British Airways in area di imbarco E, ed infine quella di Emirates (area d'imbarco E11-E24). L'accesso a tutte le lounge è possibile, oltre che tramite il possesso di un biglietto di business class o first class oppure tramite speciali carte di credito o anche grazie a uno status elevato dei diversi programmi fedeltà delle compagnie aeree, previo pagamento di un importo differente a seconda della sala scelta, ad eccezione della lounge di British Airways, che non dà la possibilità di comprare l'accesso alla sala ai passeggeri che non ne hanno diritto tramite il solo biglietto aereo. Aeroporti di Roma mette a disposizione tagliandi a pagamento per l'ingresso alle lounge e al Fast-Track per tutti coloro che non appartengono ai club esclusivi delle compagnie aeree; inoltre è possibile acquistare anche un esclusivo servizio denominato "Welcome VIP" che prevede l'accompagnamento (o il prelievo in caso di arrivo) direttamente alle scalette dell'aeromobile, mediante un veicolo con autista messo a disposizione dalla società.

L'aeroporto è anche dotato di un terminal merci, denominato Cargo City. Si trova nella zona est, vicino ai parcheggi lunga sosta. L'area di stazionamento della Cargo City viene anche utilizzata dagli aerei di Stato stranieri di maggiori dimensioni, per i quali le dimensioni della pista di Ciampino sono insufficienti.

### SkyBridge
Lo SkyBridge è un people mover (APM) automatizzato (di modello Innovia APM 100), è stato inaugurato nel 1999 insieme al Satellite C. È costituito da due stazioni, una al terzo piano del Terminal 3 e l'altra al secondo piano dell'area gate E31–44. Collega il Terminal partenze internazionali dell'aeroporto con il Satellite ovest per le partenze intercontinentali. Il servizio in direzione ovest, dal T3 ai gate E31–44, è riservato ai passeggeri in partenza, mentre il servizio in direzione est è riservato ai passeggeri in arrivo.

## Ospitalità
Nell'aeroporto e nei pressi sono presenti 5 strutture ricettive, tutte di categoria 3, 4 o 5 stelle e tutte nell'area non-sterile, al di fuori dei controlli di sicurezza.

## Statistiche
Questo grafico non è disponibile a causa di un problema tecnico.
Si prega di non rimuoverlo.
Vedi la query Wikidata di origine.

Le rotte più trafficate da Roma-Fiumicino nel 2024 sono state:
| Posizione | Posizione var. 19-24 | Posizione var. 23-24 | Aeroporto                      | Passeggeri | Compagnia/e aerea/e              |
| --------- | -------------------- | -------------------- | ------------------------------ | ---------- | -------------------------------- |
| 1         | Stabile              | Stabile              | Catania, Sicilia               | 1 942 477  | Aeroitalia, ITA Airways, Ryanair |
| 2         | Stabile              | Stabile              | Palermo, Sicilia               | 1 674 557  | Aeroitalia, ITA Airways, Ryanair |
| 3         | 1                    | Stabile              | Milano-Linate, Lombardia       | 1 053 880  | ITA Airways                      |
| 4         | 1                    | Stabile              | Cagliari, Sardegna             | 791 045    | Aeroitalia, ITA Airways          |
| 5         | Stabile              | Stabile              | Bari, Puglia                   | 689 707    | ITA Airways, Ryanair             |
| 6         | 7                    | 1                    | Olbia, Sardegna                | 497 697    | Aeroitalia, Volotea              |
| 7         | 1                    | 1                    | Brindisi, Puglia               | 496 402    | ITA Airways, Ryanair             |
| 8         | 1                    | Stabile              | Torino, Piemonte               | 405 945    | ITA Airways                      |
| 9         | 1                    | Stabile              | Venezia, Veneto                | 394 537    | ITA Airways                      |
| 10        | 1                    | 2                    | Lamezia Terme, Calabria        | 334 428    | Aeroitalia, ITA Airways          |
| 11        | Stabile              | 1                    | Genova, Liguria                | 327 831    | ITA Airways                      |
| 12        | 4                    | 1                    | Trieste, Friuli-Venezia Giulia | 315 412    | ITA Airways                      |
| 13        | 1                    | Stabile              | Napoli, Campania               | 298 908    | ITA Airways                      |
| 14        | 2                    | Stabile              | Alghero, Sardegna              | 283 235    | ITA Airways                      |
| 15        | 2                    | Stabile              | Firenze, Toscana               | 268 538    | ITA Airways                      |

| Posizione | Posizione var. 19-24 | Posizione var. 23-24 | Aeroporto                         | Passeggeri | Compagnia/e aerea/e                                |
| --------- | -------------------- | -------------------- | --------------------------------- | ---------- | -------------------------------------------------- |
| 1         | 2                    | Stabile              | Madrid, Spagna                    | 1 977 483  | Air Europa, Iberia, ITA Airways, Ryanair, Wizz Air |
| 2         | 1                    | Stabile              | Barcellona, Spagna                | 1 702 383  | ITA Airways, Ryanair, Vueling, Wizz Air            |
| 3         | 4                    | Stabile              | Parigi-Orly, Francia              | 1 180 898  | easyJet, Transavia, Vueling, Wizz Air              |
| 4         | 2                    | Stabile              | Parigi-Charles de Gaulle, Francia | 967 842    | Air France, ITA Airways                            |
| 5         | 1                    | Stabile              | Londra-Gatwick, Regno Unito       | 929 703    | easyJet, ITA Airways, Vueling, Wizz Air            |
| 6         | 5                    | Stabile              | Atene, Grecia                     | 846 638    | Aegean Airlines, ITA Airways, Sky Express          |
| 7         | 3                    | Stabile              | Amsterdam, Paesi Bassi            | 758 649    | ITA Airways, KLM                                   |
| 8         | 3                    | Stabile              | Londra-Heathrow, Regno Unito      | 728 824    | British Airways, ITA Airways                       |
| 9         | 5                    | 6                    | Lisbona, Portogallo               | 653 087    | Ryanair, TAP Air Portugal, Wizz Air                |
| 10        | 2                    | 1                    | Bruxelles, Belgio                 | 633 234    | Brussels Airlines, ITA Airways, Ryanair            |
| 11        | 2                    | Stabile              | Monaco di Baviera, Germania       | 618 489    | ITA Airways, Lufthansa                             |
| 12        | 1                    | Stabile              | Vienna, Austria                   | 614 915    | Austrian Airlines, Ryanair, Wizz Air               |
| 13        | 3                    | 3                    | Francoforte sul Meno, Germania    | 595 367    | ITA Airways, Lufthansa                             |
| 14        | N.D.                 | 9                    | Berlino, Germania                 | 523 309    | EasyJet, Ryanair, Wizz Air                         |
| 15        | 2                    | 2                    | Istanbul, Turchia                 | 507 546    | Turkish Airlines                                   |
| 16        | 16                   | Stabile              | Dublino, Irlanda                  | 502 495    | Aer Lingus, Ryanair                                |
| 17        | 6                    | 1                    | Praga, Repubblica Ceca            | 487 832    | Eurowings, Ryanair, Wizz Air                       |
| 18        | 3                    | 1                    | Nizza, Francia                    | 484 694    | easyJet, ITA Airways, Wizz Air                     |
| 19        | 3                    | 7                    | Malta, Malta                      | 464 543    | ITA Airways, KM Malta Airlines, Ryanair            |
| 20        | 5                    | 6                    | Zurigo, Svizzera                  | 463 365    | ITA Airways, Swiss International Air Lines         |

| Posizione | Posizione var. 19-24 | Posizione var. 23-24 | Aeroporto                             | Passeggeri | Compagnia/e aerea/e                                                    |
| --------- | -------------------- | -------------------- | ------------------------------------- | ---------- | ---------------------------------------------------------------------- |
| 1         | 1                    | Stabile              | New York-John F. Kennedy, Stati Uniti | 1 141 515  | American Airlines, Delta Air Lines, ITA Airways, Norse                 |
| 2         | 1                    | 1                    | Dubai, Emirati Arabi Uniti            | 558 002    | Emirates, ITA Airways                                                  |
| 3         | 1                    | 3                    | San Paolo-Guarulhos, Brasile          | 524 396    | ITA Airways, LATAM Airlines Brasil                                     |
| 4         | 2                    | Stabile              | Doha, Qatar                           | 502 848    | Qatar Airways                                                          |
| 5         | 2                    | Stabile              | Abu Dhabi, Emirati Arabi Uniti        | 500 564    | Etihad Airways, Wizz Air                                               |
| 6         | 3                    | 2                    | Toronto-Pearson, Canada               | 447 294    | Air Canada, Air Transat, ITA Airways                                   |
| 7         | 6                    | 5                    | Tel Aviv-Ben-Gurion, Israele          | 412 677    | Arkia, Bluebird Airways, El Al, Israir Airlines, ITA Airways, Wizz Air |
| 8         | 6                    | 1                    | Istanbul-Sabiha Gökçen, Turchia       | 404 397    | AJet, Pegasus Airlines                                                 |
| 9         | 1                    | 2                    | Buenos Aires-Ezeiza, Argentina        | 360 446    | Aerolíneas Argentinas, ITA Airways                                     |
| 10        | 3                    | Stabile              | Atlanta, Stati Uniti                  | 334 140    | Delta Air Lines                                                        |
| 11        | 6                    | 1                    | Seul-Incheon, Corea del Sud           | 322 161    | Asiana Airlines, Korean Air, T'way Air                                 |
| 12        | 5                    | 3                    | Chicago-O'Hare, Stati Uniti           | 314 034    | American Airlines, ITA Airways, United Airlines                        |
| 13        | 3                    | Stabile              | Montréal-Trudeau, Canada              | 312 226    | Air Canada, Air Transat                                                |
| 14        | 3                    | Stabile              | Il Cairo, Egitto                      | 293 484    | Egyptair, ITA Airways                                                  |
| 15        | 10                   | 3                    | Washington Dulles, Stati Uniti        | 286 349    | ITA Airways, United Airlines                                           |
| 16        | 6                    | 5                    | Newark, Stati Uniti                   | 280 609    | United Airlines                                                        |
| 17        | 4                    | 1                    | Boston, Stati Uniti                   | 232 912    | Delta Air Lines, ITA Airways                                           |
| 18        | 6                    | 1                    | Tunisi, Tunisia                       | 208 710    | ITA Airways, Tunisair                                                  |
| 19        | N.D.                 | 4                    | Tokyo-Haneda, Giappone                | 200 700    | ITA Airways                                                            |
| 20        | 6                    | Stabile              | Miami, Stati Uniti                    | 189 717    | ITA Airways                                                            |

Numero passeggeri mensili
| Gennaio                   | 2.634.251  | 2.757.992  | 4,7% | 2.742.700 | 0,6%  | 314.577    | 88,5%  | 88,6% | 933.989    | 196,9% | 66,1% | 2.269.961  | 143,0% | 17,7% | 2.930.389  | 29,1% | 6,3%  | 3.262.715  | 11,3% |
| Febbraio                  | 2.573.853  | 2.716.185  | 5,5% | 2.416.644 | 11,0% | 344.650    | 86,7%  | 87,3% | 1.104.428  | 220,4% | 59,3% | 2.211.905  | 100,3% | 18,6% | 2.977.694  | 34,6% | 9,6%  | 3.202.719  | 7,6%  |
| Marzo                     | 3.220.554  | 3.316.274  | 3,0% | 634.823   | 80,9% | 374.634    | 41,0%  | 88,7% | 1.630.451  | 335,2% | 50,8% | 2.757.736  | 69,1%  | 16,8% | 3.556.648  | 29,0% | 7,2%  | 3.893.244  | 9,5%  |
| Aprile                    | 3.671.955  | 3.709.509  | 1,0% | 69.423    | 98,1% | 417.651    | 501,6% | 88,7% | 2.330.609  | 458,0% | 37,2% | 3.245.751  | 39,3%  | 12,5% | 4.134.216  | 27,4% | 11,4% | 4.395.862  | 6,3%  |
| Maggio                    | 3.921.637  | 3.846.483  | 1,9% | 108.961   | 97,2% | 569.016    | 422,2% | 85,2% | 2.636.231  | 363,3% | 31,5% | 3.550.346  | 34,7%  | 7,7%  | 4.455.093  | 25,5% | 15,8% | 4.633.430  | 4,0%  |
| Giugno                    | 4.088.050  | 4.201.110  | 2,8% | 293.071   | 93,0% | 822.655    | 180,7% | 80,4% | 3.019.706  | 267,1% | 28,1% | 3.876.553  | 28,4%  | 7,7%  | 4.668.152  | 20,4% | 11,1% | 4.805.301  | 2,9%  |
| Luglio                    | 4.432.641  | 4.444.381  | 0,3% | 714.802   | 83,9% | 1.344.728  | 88,1%  | 69,7% | 3.251.601  | 141,8% | 26,8% | 4.170.332  | 28,3%  | 6,2%  | 5.019.051  | 20,5% | 12,9% |            |       |
| Agosto                    | 4.366.802  | 4.469.838  | 2,4% | 913.592   | 79,6% | 1.661.454  | 81,9%  | 62,8% | 3.300.742  | 98,7%  | 26,2% | 4.209.542  | 27,5%  | 5,8%  | 5.109.288  | 21,4% | 14,3% |            |       |
| Settembre                 | 4.126.612  | 4.160.302  | 0,8% | 715.602   | 82,8% | 1.510.638  | 111,1% | 63,7% | 3.281.923  | 117,3% | 21,1% | 4.020.402  | 22,5%  | 3,4%  | 4.766.215  | 18,6% | 14,6% |            |       |
| Ottobre                   | 3.878.229  | 3.887.481  | 0,2% | 601.508   | 84,5% | 1.508.736  | 150,8% | 61,2% | 3.104.675  | 105,8% | 20,1% | 3.911.986  | 26,0%  | 0,6%  | 4.525.978  | 15,7% | 16,4% |            |       |
| Novembre                  | 3.074.114  | 3.049.135  | 0,8% | 275.035   | 91,0% | 1.452.288  | 428,0% | 52,4% | 2.360.329  | 62,5%  | 22,6% | 3.176.542  | 34,6%  | 4,2%  | 3.529.898  | 11,1% | 15,8% |            |       |
| Dicembre                  | 3.006.691  | 2.973.882  | 1,1% | 344.796   | 88,4% | 1.341.815  | 289,2% | 54,9% | 2.405.929  | 79,3%  | 19,1% | 3.144.194  | 30,7%  | 5,7%  | 3.531.112  | 12,3% | 18,7% |            |       |
| TOTALE                    | 42.995.119 | 43.532.573 | 1,3% | 9.830.957 | 77,4% | 11.662.842 | 18,6%  | 73,2% | 29.360.613 | 151,7% | 32,6% | 40.545.240 | 38,1%  | 6,9%  | 49.203.734 | 21,4% | 13,0% | 24.193.271 | 6,5%  |
| Fonte: Assaeroporti / AdR |            |            |      |           |       |            |        |       |            |        |       |            |        |       |            |       |       |            |       |

## Odonomastica
L'ENAC ha intitolato due vie dell'aeroporto ai piloti Alitalia, Alberto Nassetti e Pier Paolo Racchetti deceduti il 30 giugno 1994 a Tolosa in un incidente aereo presso gli stabilimenti dell'Airbus; la maggior parte delle strade nel perimetro aeroportuale sono intitolate a pionieri dell'aria e a piloti dei due conflitti mondiali. Vi è anche una rotatoria in onore delle vittime del disastro aereo di Linate dell'8 ottobre 2001.

### Autobus

#### Collegamenti con linee urbane
- Collegamento Cotral con linee notturne e urbane verso Eur Magliana, Lido di Ostia e Fregene, con corse frequenti e durate da 20 a 40 minuti a seconda della destinazione (ad esempio, 30 minuti per Eur Magliana).[27]
- Collegamento TAM Bus verso Roma Ostiense, con partenze ogni 30-60 minuti e una durata di circa 45 minuti.[28]
- Collegamenti con linee extraurbane
- Collegamento Flibco fornisce un servizio navetta diretto tra l'aeroporto e la Stazione di Roma Termini, con partenze ogni 30-60 minuti, una durata di circa 45 minuti e fermate principali all'aeroporto e a Termini.[29]
- Collegamento Terravision con shuttle verso Roma Termini, con corse ogni 30 minuti e una durata di circa 55 minuti.[30]
- Collegamento Schiaffini Bus verso Roma Termini, con partenze frequenti e durate da 40 a 50 minuti.[31]
- Collegamento SIT Bus Shuttle verso Piazza Cavour e Roma Termini, con corse ogni 45 minuti e una durata di circa 1 ora.[32]
- Collegamento Cotral con linee extraurbane verso Latina, Vejano e Tolfa, con partenze giornaliere e durate variabili da 1 a 2 ore (ad esempio, 1 ora e 30 minuti per Latina).[27]

## Collegamenti

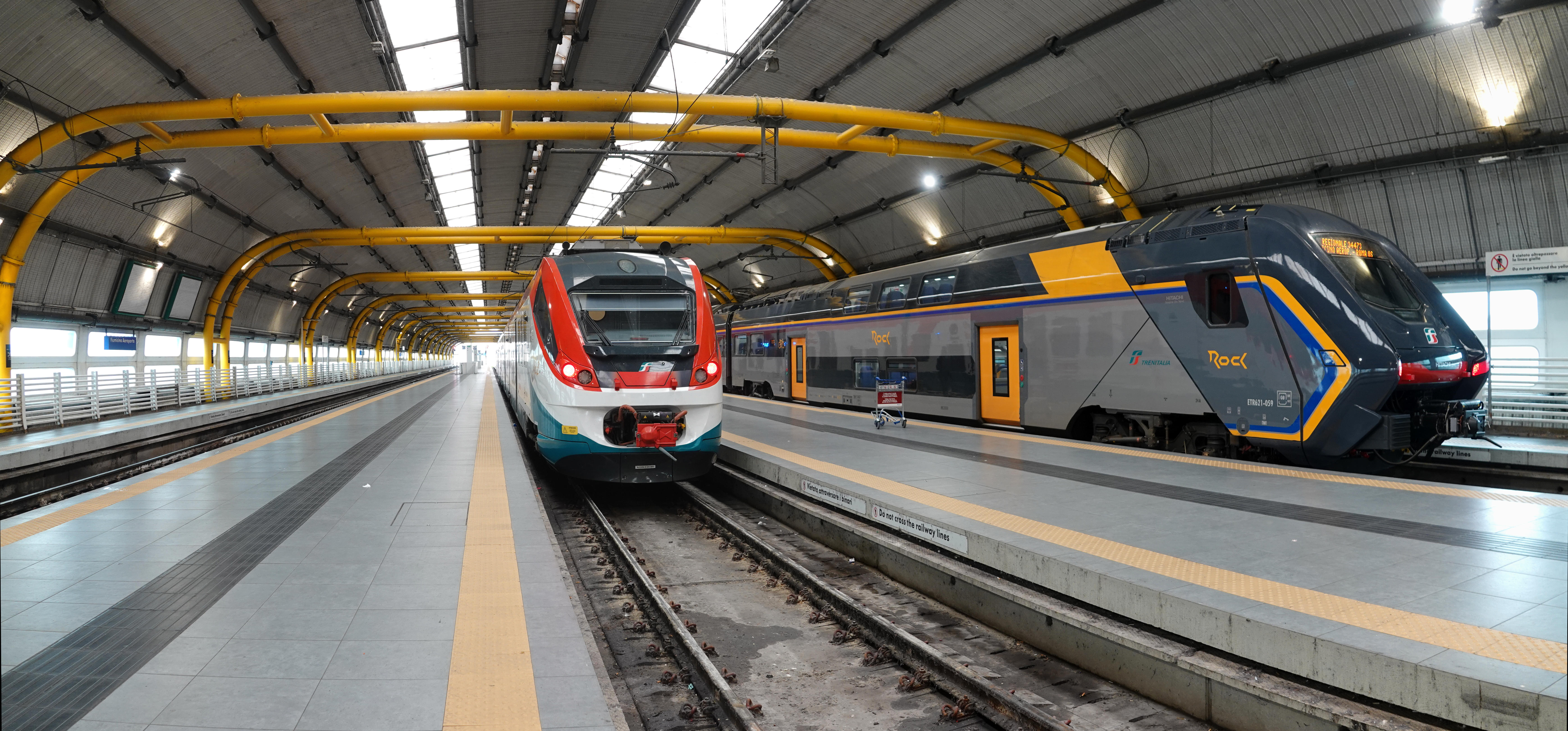
Stazione di Fiumicino Aeroporto

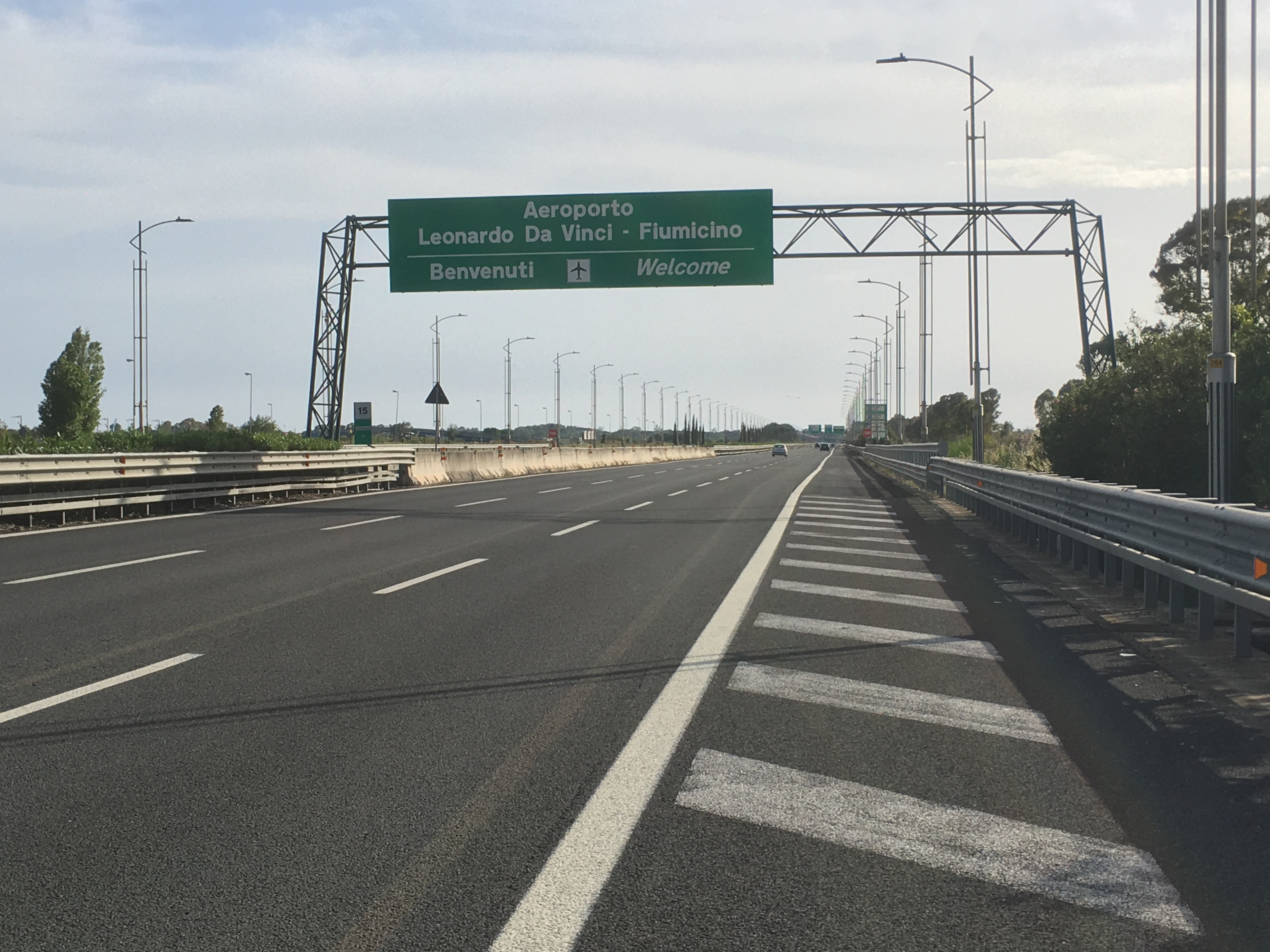
Cartello di benvenuto dell'aeroporto Leonardo da Vinci dall'Autostrada A91 Roma-Fiumicino

L'aeroporto è collegato alla città tramite l'Autostrada A91 dotata di tre corsie per senso di marcia. Dispone di un'area di parcheggio collegata ai quattro terminal attraverso una navetta gratuita; oltre a questa sono presenti quattro parcheggi multipiano (B, C, D, Executive) collegati direttamente ai terminal attraverso corridoi con tapis roulant.
L'aeroporto è inoltre dotato di una stazione ferroviaria, la Stazione di Fiumicino Aeroporto, servita da:
- LeoExp: il Leonardo Express, che collega l'aeroporto direttamente alla stazione Roma Termini (110 collegamenti giornalieri, frequenza di 15 min) tramite treni Jazz.
- FL1: la FL1, che lo collega alle altre stazioni principali della linea e alla metropolitana di Roma (frequenza nelle ore diurne di 15 min) tramite treni TAF e Hitachi Rock.
- Frecciarossa (dal 9 dicembre 2018): che lo collega a Venezia attraverso la rete nazionale ad alta velocità con fermate intermedie a Roma Termini, Roma Tiburtina, Firenze S.M.N., Bologna e Padova (frequenza 2 coppie di treni al giorno)[34].
- Frecciarossa (dal 12 luglio 2022): che collega a Napoli attraverso la rete nazionale ad alta velocità con fermate intermedie a Napoli Afragola e Roma Termini[34][35].

L'aeroporto è un capolinea di autolinee locali e nazionali.
- Collegamento notturno COTRAL[36] Fiumicino Aeroporto - Roma Termini - Stazione Tiburtina
- Collegamento COTRAL[36] Cornelia Metro A - Fregene - Fiumicino Aeroporto
- Collegamento COTRAL[36] Lido di Ostia Centro - Isola Sacra - Fiumicino Aeroporto
- Collegamento COTRAL[36] Eur Magliana Metro B - Fiumicino Paese - Fiumicino Aeroporto
- Collegamento COTRAL[36] Latina - Fiumicino Aeroporto
- Collegamento COTRAL[36] Vejano - Fiumicino Aeroporto
- Collegamento COTRAL[36] Tolfa - Fiumicino Aeroporto
- Collegamento TERRAVISION SHUTTLE Roma Termini - Fiumicino Aeroporto [30]
- Collegamento Schiaffini Bus Roma Termini - Fiumicino Aeroporto[31]
- Collegamento SIT BUS SHUTTLE Roma Termini - Piazza Cavour - Fiumicino Aeroporto[32]
- Collegamento Tam Bus Roma Ostiense - Fiumicino Aeroporto, con partenze ogni 30-60 minuti e una durata di circa 45 minuti.[28]
- Collegamento AIRPORT CONNECTION[37] Fiumicino Aeroporto - Roma Noleggio Bus
- Collegamento Flibco fornisce un servizio navetta diretto tra l'aeroporto e la Stazione di Roma Termini, con partenze ogni 30-60 minuti, una durata di circa 45 minuti e fermate principali all'aeroporto e a Termini.[29]

A questi si aggiungono i collegamenti nazionali operati dalle compagnie Flixbus e Itabus.
È raggiungibile dall'autostrada:
- Roma - Aeroporto Fiumicino
- Roma - Civitavecchia - Tarquinia

E inoltre dalle seguenti strade:
- SS 296 che collega Ostia a Fiumicino
- SP1 Via Portuense che unisce Fiumicino con Roma [38]